# Eusparassus shefteli
Eusparassus shefteli är en spindelart som beskrevs av Chamberlin 1916. Eusparassus shefteli ingår i släktet Eusparassus och familjen jättekrabbspindlar.
Artens utbredningsområde är Peru. Inga underarter finns listade i Catalogue of Life.